# Reial Club Deportiu Mallorca B
El Reial Club Deportiu Mallorca B, conegut habitualment com a Mallorca B, és l’equip filial del Reial Club Deportiu Mallorca, club de futbol de la ciutat de Palma (Mallorca, Illes Balears). Fundat l’any 1983 amb el nom de Mallorca Atlètic, va adoptar la denominació actual l’any 1993.
L’equip disputa els seus partits com a local a l’estadi de Son Bibiloni, un recinte esportiu amb capacitat per a unes 1.500 persones situat a les instal·lacions esportives del club a la capital mallorquina.
Actualment competeix a la Segona Federació, la quarta categoria del futbol espanyol. Al llarg de la seva història ha participat en una ocasió a la Segona Divisió (temporada 1998-99), essent un dels pocs equips filials que ho ha aconseguit.
El Mallorca B té com a principal funció la formació de joves futbolistes per al primer equip, essent una plataforma clau en el desenvolupament del planter del club balear. Jugadors com Albert Riera, Tomàs Pina, Miquel Àngel Moyà, Marco Asensio o Abdón Prats van passar per les seves files abans de consolidar-se al futbol professional.

## Història
El club actual va ser fundat l’any 1983 sota el nom de Mallorca Atlètic, tot i que al llarg del temps ha tingut diversos equips filials amb diferents denominacions. El primer equip filial conegut va ser l’Atlético de Palma (1961–1965), que més endavant va passar a anomenar-se CF Palma (1965–1972), i posteriorment UD Collerense (1981–1983), abans de la creació del filial modern.
A partir del 1983, el club adoptà el nom de Mallorca Atlètic, i el 1993 va canviar definitivament a la seva denominació actual: RCD Mallorca B. Des de llavors, ha estat el principal equip de formació del RCD Mallorca.
L’equip ha viscut etapes de notable èxit dins del futbol estatal. El punt més àlgid va arribar la temporada 1998-99, quan va disputar la Segona Divisió, convertint-se en un dels pocs filials que ho ha aconseguit. Tot i el mèrit, l’equip va acabar en 19a posició i va descendir.
Amb la reestructuració del sistema de lligues espanyoles el 2021, el Mallorca B va competir inicialment a la Tercera Federació, aconseguint l’ascens immediat a la Segona Federació en la temporada 2021-22. Després d’un descens la temporada següent, l’equip ha alternat les dues categories.

## Historial
| Temporada | Divisió | Posició |
| --------- | ------- | ------- |
| 1983/84   | 3a      | 7è      |
| 1984/85   | 3a      | 1r      |
| 1985/86   | 3a      | 1r      |
| 1986/87   | 2a B    | 21r     |
| 1987/88   | 3a      | 4t      |
| 1988/89   | 3a      | 1r      |
| 1989/90   | 2a B    | 14è     |
| 1990/91   | 2a B    | 17è     |
| 1991/92   | 3a      | 4t      |
| 1992/93   | 3a      | 3r      |
| 1993/94   | 3a      | 1r      |
| 1994/95   | 3a      | 1r      |
| 1995/96   | 2a B    | 14è     |
| 1996/97   | 2a B    | 11è     |

| Temporada | Divisió | Posició |
| --------- | ------- | ------- |
| 1997/98   | 2a B    | 3r      |
| 1998/99   | 2a      | 19è     |
| 1999/00   | 2a B    | 5è      |
| 2000/01   | 2a B    | 7è      |
| 2001/02   | 2a B    | 15è     |
| 2002/03   | 2a B    | 14è     |
| 2003/04   | 2a B    | 14è     |
| 2004/05   | 2a B    | 18è     |
| 2005/06   | 3a      | 2n      |
| 2006/07   | 3a      | 2n      |
| 2007/08   | 3a      | 2n      |
| 2008/09   | 3a      | 1r      |
| 2009/10   | 2a B    | 7è      |
| 2010/11   | 2a B    | 19è     |

| Temporada | Divisió | Posició |
| --------- | ------- | ------- |
| 2011/12   | 2a B    | 12è     |
| 2012/13   | 2a B    | 18è     |
| 2013/14   | 3a      | 1r      |
| 2014/15   | 2a B    | 17è     |
| 2015/16   | 3a      | 1r      |
| 2016/17   | 2a B    | 13è     |
| 2017/18   | 3a      | 1r      |
| 2018/19   | 3a      | 2n      |
| 2019/20   | 3a      | 3r      |
| 2020/21   | 3a      | 2n      |
| 2021/22   | 3a      | 1r      |
| 2022/23   | 2a RFEF | 17è     |
| 2023/24   | 3a RFEF | 2n      |
| 2024/25   | 2a RFEF |         |

- 1 temporada a Segona Divisió (1998-99)
- 18 temporades a Segona Divisió B
- 2 temporades en Segona Federació (2022-23 i 2024-25) (Creada la temporada 2021-22)
- 2 temporades en Tercera Federació (2021-22 i 2023-24) (Creada la temporada 2021-22)
- 17 temporades a Tercera Divisió

## Estadi
El Mallorca B disputa els seus partits com a local a la Ciutat Esportiva Antonio Asensio, concretament al Camp Tomeu Serra, conegut popularment com Son Bibiloni. Aquest recinte es troba a les instal·lacions esportives del Reial Club Deportiu Mallorca, als afores de Palma, i compta amb una capacitat aproximada per a 1.500 espectadors.
La ciutat esportiva va ser inaugurada el 1998 i porta el nom de Antonio Asensio Pizarro, antic propietari del club. Les instal·lacions inclouen diversos camps de gespa natural i artificial, gimnàs, zona de recuperació i oficines, i són utilitzades tant pel primer equip com pels equips de la pedrera.
A més de servir com a seu del Mallorca B, també acull habitualment partits del juvenil i altres categories del futbol base del club. El camp compleix amb els requisits establerts per la Reial Federació Espanyola de Futbol per acollir competicions de la Segona Federació.

## Palmarès
Tot i ser un equip filial, el RCD Mallorca B ha aconseguit diversos èxits en categories inferiors del futbol espanyol, destacant especialment les seves temporades a la Tercera divisió espanyola de futbol.

### Competicions nacionals
- Segona Divisió B

- Millor classificació: 3r lloc (1997–98)

- Segona Divisió

- 1 participació: temporada 1998–99

### Campionats de lliga
- Tercera Divisió

- Campions (8): 1984–85, 1985–86, 1988–89, 1993–94, 1994–95, 2008–09, 2013–14, 2015–16, 2017–18

- Tercera RFEF

- Campions (1): 2021–22

### Altres èxits
- Ascens a Segona Divisió

- Temporada 1997–98, mitjançant playoff

- Ascens a Segona Federació

- Temporades 2021–22 i 2023–24 (mitjançant promoció)[9]

### Títols per dècades
- 1980s: 3 títols de lliga (Tercera)
- 1990s: 2 títols de lliga (Tercera) i ascens a Segona
- 2000s: 1 títol de lliga
- 2010s: 3 títols de lliga
- 2020s: 1 títol de Tercera RFEF, 2 ascensos

## Fitxatges més cars
Aquesta secció recull els vuit fitxatges més cars de la història de l'RCD Mallorca B, segons les dades recollides de Transfermarkt.
| Nº | Jugador         | Posició          | Edat en el moment del fitxatge | Temporada | Procedència             | Cost              |
| -- | --------------- | ---------------- | ------------------------------ | --------- | ----------------------- | ----------------- |
| 1  | Kasim Adams     | Defensa central  | 18 anys                        | 2013–14   | CD Leganés Juvenil A    | 4,00 M €          |
| 2  | Daniel Luna     | Mig ofensiu      | 20 anys                        | 2023–24   | Deportivo Cali          | 1,00 M €          |
| 3  | Dani Güiza      | Davanter centre  | 19 anys                        | 1999–00   | Xerez CD                | 700.000 €         |
| 4  | Sergio Tejera   | Migcampista      | 19 anys                        | 2009–10   | Chelsea FC Reserves     | 400.000 €         |
| 5  | Etienne Eto'o   | Davanter         | 15 anys                        | 2005–06   | Kadji Sports Academy    | 100.000 €         |
| 6  | Daniel Luna     | Mig ofensiu      | 19 anys                        | 2022–23   | Deportivo Cali (cessió) | 75.000 € (cessió) |
| 7  | Nacho Casanova  | Davanter centre  | 20 anys                        | 2007–08   | UD Las Palmas           | 60.000 €          |
| 8  | Dani Castellano | Lateral esquerre | 20 anys                        | 2007–08   | UD Las Palmas B         | 30.000 €          |

## Jugadors amb més partits
A continuació es mostra el llistat dels deu jugadors amb més partits disputats amb el RCD Mallorca B, segons dades de BD Futbol.
| Nº | Jugador                              | Posició                       | Partits jugats (PJ) | Minuts jugats | Gols | Targetes grogues | Targetes vermelles | Temporades |
| -- | ------------------------------------ | ----------------------------- | ------------------- | ------------- | ---- | ---------------- | ------------------ | ---------- |
| 1  | José Luis Rondo Polo                 | Lateral dret                  | 148                 | 10.824        | 5    | 38               | 3                  | 1994–1999  |
| 2  | Pep Luis Martí Soler                 | Migcampista                   | 138                 | 11.715        | 7    | 43               | 2                  | 1994–1999  |
| 3  | Juan Alberto Ramón Escalas           | Davanter                      | 123                 | 6.895         | 28   | 27               | 2                  | 1994–1999  |
| 4  | Francisco Javier Xisco Campos Coll   | Defensa                       | 111                 | 9.428         | 0    | 27               | 4                  | 2001–2005  |
| 5  | José Miguel Josemi Pérez Ruiz        | Davanter centre               | 106                 | 7.093         | 34   | 30               | 6                  | 1995–1998  |
| 6  | Nicolás Nico Baleani Springolo Serra | Migcampista                   | 101                 | 8.087         | 5    | 31               | 3                  | 2010–2015  |
| 7  | Rafel Sastre Reus                    | Migcampista/Lat. dret         | 101                 | 7.984         | 7    | 31               | 1                  | 1996–1999  |
| 8  | Rafael Rafita Ramos Lozano           | Migcampista/Lat. dret         | 100                 | 7.894         | 14   | 21               | 1                  | 2002–2005  |
| 9  | Enric Pi Sola                        | Lat. Esquerra/Extrem esquerra | 100                 | 7.343         | 21   | 18               | 1                  | 2002–2005  |
| 10 | Abdón Roger Prats Bastidas           | Davanter                      | 92                  | 6.270         | 27   | 13               | 0                  | 2010–2013  |